# Семейство Наэмы
Семейство Наэмы — небольшое семейство астероидов, расположенное в главном поясе. Семейство названо в честь первого астероида, классифицированного в эту группу — (845) Наэма.

## Крупнейшие астероиды этого семейства
| Имя            | Диаметр  | Большая полуось | Наклонение орбиты | Эксцентриситет орбиты | Год открытия |
| -------------- | -------- | --------------- | ----------------- | --------------------- | ------------ |
| (845) Наэма    | 54,36 км | 2,939 а. е.     | 12,630 °          | 0,064                 | 1916         |
| (871) Амнерида | ?        | 2,222 а. е.     | 4,252 °           | 0,120                 | 1917         |